# Säsong 6 av Teenage Mutant Ninja Turtles (1987)
Säsong 6 av Teenage Mutant Ninja Turtles (1987) är seriens sjätte säsong, och sändes i CBS under perioden 19 september-7 november 1992. När säsongen börjar är Teknodromen belägen på botten av Norra ishavet.

## Lista över avsnitt
| Nr |  | Titel                          |  | Regissör  | Manus                              |  |  | Originalvisning |  | TV-kod |  |  |
| --- |  | ------------------------------ |  | --------- | ---------------------------------- |  |  | --------------- |  | ------ |  |  |
| 128 |  | "Rock Around the Block"        |  | Bill Wolf | David Wise                         |  |  | 1992            |  |        |  |  |
| Krang skickar General Traag från Dimension X till Jorden för att distrahera sköldpaddorna, medan Krang försöker använda sig av en laser för att skära loss Teknodromen från packisen i Arktis. Till slut faller Teknodromen dock ner på Norra ishavets botten. Titelreferens: Rock Around the Clock |  |                                |  |           |                                    |  |  |                 |  |        |  |  |
| 129 |  | "Krangenstein Lives!"          |  | Bill Wolf | David Wise                         |  |  | 1992            |  |        |  |  |
| Bebop och Rocksteady råkar förstöra ett chip från Krangs robotkropp, och ersätter det med ett dataspelschip. Robotkroppen löper snart amok. Titelreferens: Frankenstein |  |                                |  |           |                                    |  |  |                 |  |        |  |  |
| 130 |  | "Super Irma"                   |  | Bill Wolf | David Wise                         |  |  | 1992            |  |        |  |  |
| Det är Halloween. Irma träffas av en stråle, och erhåller tillfälliga superkrafter. Titelreferens: Superman |  |                                |  |           |                                    |  |  |                 |  |        |  |  |
| 131 |  | "Adventures in Turtle-Sitting" |  | Bill Wolf | Jack Mendelsohn, Carole Mendelsohn |  |  | 1992            |  |        |  |  |
| Donatello uppfinner en apparat som kan återställa åldrad mat, och hoppas att det skall kunna lösa världssvälten. Micelangelo råkar av misstag träffa Leonardo och Raphael med apparatens strålar och deras intelligens och storlek sjunker till 5-åringars nivå. Tillsammans med Irma måste Donatello och Michelangelo nu sitta barnvakter. Samtidigt försöker Shredder göra sig av med övriga gangsterbossar i staden. Titelreferens: Adventures in Babysitting |  |                                |  |           |                                    |  |  |                 |  |        |  |  |
| 132 |  | "The Sword of Yurikawa"        |  | Bill Wolf | Marc Handler                       |  |  | 1992            |  |        |  |  |
| Ett uråldrigt japanskt svärd, som sägs besitta magiska förmågor, blir stulet. Samtidigt planerar Shredder att spränga en bro över floden när en lastbilskonvoj passerar, och på så vis skapa avfallsmutanter. |  |                                |  |           |                                    |  |  |                 |  |        |  |  |
| 133 |  | "Return of the Turtleoid"      |  | Bill Wolf | David Wise                         |  |  | 1992            |  |        |  |  |
| Sköldpaddornas utomjordiske vän Kerma kommer till Jordne, och ber sköldpaddorna om hjälp. Kermas robot Destructor X, programmerad att jaga rymdpiraten Nerma, har blivit felprogrammerad och jagar i stället Kerma. |  |                                |  |           |                                    |  |  |                 |  |        |  |  |
| 134 |  | "Shreeka's Revenge"            |  | Bill Wolf | Jack Mendelsohn, Carole Mendelsohn |  |  | 1992            |  |        |  |  |
| Den utomjordiske brottslingen Shreeka kommer till Jorden och letar efter en kraftfull utomjordisk ring som Krang tog från henne. Snart visar det sig att April har ringen. |  |                                |  |           |                                    |  |  |                 |  |        |  |  |
| 135 |  | "Too Hot to Handle"            |  | Bill Wolf | Jack Mendelsohn, Carole Mendelsohn |  |  | 1992            |  |        |  |  |
| Professor Philo Sopho lyckas med en apparat manipulera Jordens omloppsbana, och föra den närmare Solen. Sköldpaddorna måste tillsammans med Vernons brorson Foaster stoppa honom. Titelreferens: Too Hot to Handle |  |                                |  |           |                                    |  |  |                 |  |        |  |  |
| 136 |  | "Nightmare in the Lair"        |  | Bill Wolf | Dennis O'Flaherty                  |  |  | 1992            |  |        |  |  |
| Genom Donatellos senaste uppfinning blir Leonardo och Michelangelo fångade i en dröm. |  |                                |  |           |                                    |  |  |                 |  |        |  |  |
| 137 |  | "Phantom of the Sewers"        |  | Bill Wolf | David Wise                         |  |  | 1992            |  |        |  |  |
| Sköldpaddorna hjälper en man som tror sig fått sitt ansikte förstört (vilket dock senare visar sig vara målarfärg) att stoppa ett bankrån. Titelreferens: The Phantom of the Opera |  |                                |  |           |                                    |  |  |                 |  |        |  |  |
| 138 |  | "Donatello Trashes Slash"      |  | Bill Wolf | David Wise                         |  |  | 1992            |  |        |  |  |
| Donatello stöter på Slash, som återkommit till Jorden, och med utomjordingars hjälp stärkt sin intelligens. |  |                                |  |           |                                    |  |  |                 |  |        |  |  |
| 139 |  | "Leonardo is Missing"          |  | Bill Wolf | David Wise                         |  |  | 1992            |  |        |  |  |
| Leonardo försvinner, och övriga sköldpaddor måste leta reda på honom. Samtidigt planerar Krang att med hjälp av en maskin tippa över Jordens axel, och frigöra Teknodromen när Solens strålar träffar Arktis och smälter polarisen. Noterbart: Avsnittet utspelar sig under säsong 5, då Teknodromen ännu befinner sig i Arktis, ovanför vattenytan. |  |                                |  |           |                                    |  |  |                 |  |        |  |  |
| 140 |  | "Snakes Alive!"                |  | Bill Wolf | David Wise                         |  |  | 1992            |  |        |  |  |
| Det här avsnittet handlar om Leonardo som måste erkänna och övervinna sin ormfobi för att kunna tillgodogöra sig en del av sin ninjautbildning. Under tiden planerar en skurk att öka temperaturen till tropisk nivå så att hans stulna dresserade ormar skall trivas. Raphael, Donatello och Leonardo försöker stoppa skurken, medan Leonardo inte förmår göra någonting eftersom han då tvingas befinna sig mitt ibland ormar. När han blir hånad av några barn som vanligtvis ser upp till sköldpaddorna, lyckas han bryta sin vanmakt, hjälpa sina bröder och besegra både ormar och skurk, samtidigt som han äntligen förmår tillgodogöra sig ninjamomentet som ormfobin var i vägen för. |  |                                |  |           |                                    |  |  |                 |  |        |  |  |
| 141 |  | "Polly Wanna Pizza"            |  | Bill Wolf | Jack Mendelsohn                    |  |  | 1992            |  |        |  |  |
| Michelangelo skaffar sig en papegoja, Ditto, som tidigare tillhört brottslingen Mugsy McGuffin som frigivits från ett 15-årigt fängelsestraff. |  |                                |  |           |                                    |  |  |                 |  |        |  |  |
| 142 |  | "Mr. Nice Guy"                 |  | Bill Wolf | Steve Granat, Cydne Clark          |  |  | 1992            |  |        |  |  |
| Donatellos maskin som kan förvränga personligheter, gör Raphael för snäll för att slåss. Samtidigt vill Dr. Otto Von Shrink åt apparaten och bestråla varneda polisman med den, så att han enkelt kan stjäla pengar och juveler. Titelreferens: No More Mr. Nice Guy |  |                                |  |           |                                    |  |  |                 |  |        |  |  |
| 143 |  | "Sleuth on the Loose"          |  | Bill Wolf | Matt Uitz                          |  |  | 1992            |  |        |  |  |
| Aprils faster/moster Agatha hjälper sköldpaddorna att stoppa Professor von Volt från att bygga en "domedagsapparat". |  |                                |  |           |                                    |  |  |                 |  |        |  |  |

### Fotnoter
1. ↑  Mark Pellegrini (14 april 2015). ”Teenage Mutant Ninja Turtles (1987) Season 6, Part 1 Review” (på engelska). Adventures in Poor Taste. Arkiverad från originalet den 30 december 2015. https://web.archive.org/web/20151230232010/http://www.adventuresinpoortaste.com/2015/04/14/teenage-mutant-ninja-turtles-1987-season-6-part-1-review/. Läst 10 december 2015.
2. ↑  "Master Splinter" (6 mars 2012). ”1992 Original Fred Wolf Series – Episode 128 (Rock Around the Block)” (på engelska). Mutant Ooze. http://mutantooze.org/wiki/1992-original-fred-wolf-series-episode-128-rock-around-the-block/. Läst 14 december 2015.
3. ↑  "Master Splinter" (6 mars 2012). ”1992 Original Fred Wolf Series – Episode 129 (Krangenstein Lives!)” (på engelska). Mutant Ooze. http://mutantooze.org/wiki/1992-original-fred-wolf-series-episode-129-krangenstein-lives/. Läst 14 december 2015.
4. ↑  "Master Splinter" (6 mars 2012). ”1992 Original Fred Wolf Series – Episode 130 (Super Irma)” (på engelska). Mutant Ooze. http://mutantooze.org/wiki/1992-original-fred-wolf-series-episode-130-super-irma/. Läst 14 december 2015.
5. ↑  "Master Splinter" (6 mars 2012). ”1992 Original Fred Wolf Series – Episode 131 (Adventures in Turtle-Sitting)” (på engelska). Mutant Ooze. http://mutantooze.org/wiki/1992-original-fred-wolf-series-episode-131-adventures-in-turtle-sitting/. Läst 14 december 2015.
6. ↑  "Master Splinter" (6 mars 2012). ”1992 Original Fred Wolf Series – Episode 132 (The Sword of Yurikawa)” (på engelska). Mutant Ooze. http://mutantooze.org/wiki/1992-original-fred-wolf-series-episode-132-sword-of-yurikawa/. Läst 14 december 2015.
7. ↑  "Master Splinter" (6 mars 2012). ”1992 Original Fred Wolf Series – Episode 133 (Return of the Turtleoids)” (på engelska). Mutant Ooze. http://mutantooze.org/wiki/1992-original-fred-wolf-series-episode-133-return-of-the-turtleoids/. Läst 14 december 2015.
8. ↑  "Master Splinter" (6 mars 2012). ”1992 Original Fred Wolf Series – Episode 134 (Shreeka's Revenge)” (på engelska). Mutant Ooze. http://mutantooze.org/wiki/1992-original-fred-wolf-series-episode-134-shreekas-revenge/. Läst 14 december 2015.
9. ↑  "Master Splinter" (6 mars 2012). ”1992 Original Fred Wolf Series – Episode 135 (Too Hot to Handle)” (på engelska). Mutant Ooze. http://mutantooze.org/wiki/1992-original-fred-wolf-series-episode-135-too-hot-to-handle/. Läst 14 december 2015.
10. ↑  "Master Splinter" (6 mars 2012). ”1992 Original Fred Wolf Series – Episode 136 (Nightmare in the Lair)” (på engelska). Mutant Ooze. http://mutantooze.org/wiki/1992-original-fred-wolf-series-episode-136-nightmare-in-the-lair/. Läst 14 december 2015.
11. ↑  "Master Splinter" (6 mars 2012). ”1992 Original Fred Wolf Series – Episode 137 (Phantom of the Sewers)” (på engelska). Mutant Ooze. http://mutantooze.org/wiki/1992-original-fred-wolf-series-episode-137-phantom-of-the-sewers/. Läst 14 december 2015.
12. ↑  "Master Splinter" (6 mars 2012). ”1992 Original Fred Wolf Series – Episode 138 (Donatello Trashes Slash)” (på engelska). Mutant Ooze. http://mutantooze.org/wiki/1992-original-fred-wolf-series-episode-138-donatello-trashes-slash/. Läst 14 december 2015.
13. ↑  "Master Splinter" (6 mars 2012). ”1992 Original Fred Wolf Series – Episode 139 (Leonardo is Missing)” (på engelska). Mutant Ooze. http://mutantooze.org/wiki/1992-original-fred-wolf-series-episode-139-leonardo-is-missing/. Läst 14 december 2015.
14. ↑  "Master Splinter" (6 mars 2012). ”1992 Original Fred Wolf Series – Episode 140 (Snakes Alive!)” (på engelska). Mutant Ooze. http://mutantooze.org/wiki/1992-original-fred-wolf-series-episode-140-snakes-alive/. Läst 14 december 2015.
15. ↑  "Master Splinter" (6 mars 2012). ”1992 Original Fred Wolf Series – Episode 142 (Polly Wanna Pizza)” (på engelska). Mutant Ooze. http://mutantooze.org/wiki/1992-original-fred-wolf-series-episode-141-polly-wanna-pizza/. Läst 14 december 2015.
16. ↑  "Master Splinter" (6 mars 2012). ”1992 Original Fred Wolf Series – Episode 142 (Mr. Nice Guy)” (på engelska). Mutant Ooze. http://mutantooze.org/wiki/1992-original-fred-wolf-series-episode-142-mr-nice-guy/. Läst 14 december 2015.
17. ↑  "Master Splinter" (6 mars 2012). ”1992 Original Fred Wolf Series – Episode 143 (Sleuth on the Loose)” (på engelska). Mutant Ooze. http://mutantooze.org/wiki/1992-original-fred-wolf-series-episode-143-sleuth-on-the-loose/. Läst 14 december 2015.